# Посольство КНДР в России
Посо́льство Коре́йской Наро́дно-Демократи́ческой Респу́блики в Росси́йской Федера́ции (кор. 로씨야련방주재 조선민주주의인민공화국 대사관) — дипломатическая миссия Корейской Народно-Демократической Республики в Российской Федерации, расположена в районе Раменки города Москвы на углу Мосфильмовской улицы и Ломоносовского проспекта. Комплекс посольства состоит из 7 корпусов, построенных в период с 1975 по 1991 год. До своего переезда посольство располагалось в бывшем доходном доме Н. Д. Ижболдина (дом 64) на улице Большая Ордынка.
Посол КНДР в Российской Федерации: Син Хон Чхоль (верительные грамоты вручены 24 ноября 2020 года).

## Послы Северной Кореи в СССР и России
| - Лим Хэ (1952—1955) - Ли Сан Чжо (1955—1956) - Ли Син Пхар (1956—1959) - Ли Сон Ун (1960—1963) - Ким Бен Дик (1965—1966) - Ким Чун Вон (1967) - Рем Тхэ Дюн (1969—1971) - Квон Хи Гён (1972—1976) | - Ким Джэ Бон (1976—1980) - Квон Хи Гён (1980—1990) - Сон Сен Пхир (1990—1998) - Пак Ы Чхун (1999—2007) - Ким Ён Дже (2007—2014) - Ким Хён Чжун (2014—2019) - Син Хон Чхоль (с 2020) |